# Valbo landsfiskalsdistrikt, Gävleborgs län
Valbo landsfiskalsdistrikt (1941-1951 kallat Gävle landsfiskalsdistrikt) var 1918–1964 ett landsfiskalsdistrikt i Gävleborgs län, bildat när Sveriges indelning i landsfiskalsdistrikt trädde i kraft den 1 januari 1918, enligt beslut den 7 september 1917. När Sveriges nya indelning i landsfiskalsdistrikt trädde i kraft den 1 oktober 1941 (enligt kungörelsen den 28 juni 1941) ändrades distriktets namn till Gävle landsfiskalsdistrikt. Namnet ändrades tillbaka till Valbo när den nya indelningen i landsfiskalsdistrikt trädde i kraft den 1 januari 1952 (enligt kungörelsen 1 juni 1951). Den 1 januari 1965 avskaffades i Sverige samtliga landsfiskaler och landsfiskalsdistrikt, och deras arbetsuppgifter delades upp på de nyskapade indelningarna polisdistrikt, åklagardistrikt och kronofogdedistrikt.
Landsfiskalsdistriktet låg under länsstyrelsen i Gävleborgs län.

## Ingående områden
När Sveriges nya indelning i landsfiskalsdistrikt trädde i kraft den 1 januari 1952 (enligt kungörelsen 1 juni 1951) införlivades kommunerna Hedesunda och Österfärnebo från det upplösta Hedesunda landsfiskalsdistrikt.

### Från 1918
- Valbo landskommun

### Från 1952
- Hedesunda landskommun
- Valbo landskommun
- Österfärnebo landskommun